# Dom przy ul. Pocztowej 2 w Końskich
Dom przy ul. Pocztowej 2/Placu Kościuszki 1 w Końskich – zabytkowy budynek mieszkalno-usługowy zlokalizowany w centrum Końskich (województwo świętokrzyskie), przy ul. Pocztowej, na narożniku Rynku (placu Kościuszki).

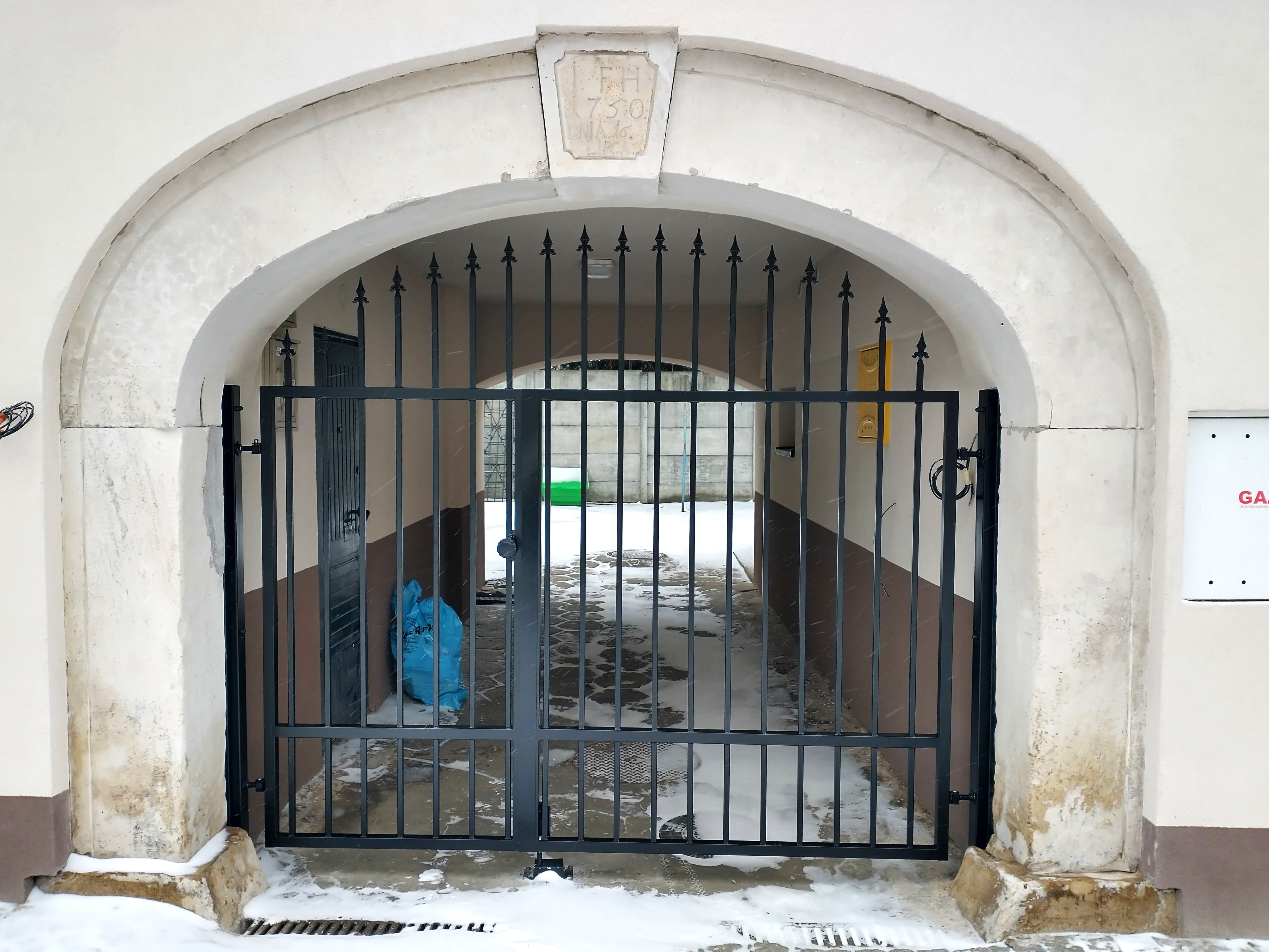
Brama przejazdowa

Jest to dom murowany, piętrowy z bramą przejezdną. Znajduje się w gminnej ewidencji zabytków miasta i gminy Końskie pod numerem 105. Od strony ulicy Pocztowej na podwórze prowadzi brama z okazałym kamiennym portalem przejazdowym, w którego kluczu umieszczona jest data: 1750, dnia 16 lipca i litery I. FH.
Pierwszym znanym właścicielem obiektu był wymieniony 7 stycznia 1816 Jan Frantz (kupiec z Końskich). Potem wymienieni są jego synowie: Roman i Feliks Frantz. Nazwisko Franc może mieć związek z literą F na zworniku bramy, ale nie ma na to żadnych dowodów w źródłach. Następnymi właścicielami byli Teofil i Ewelina Cerchowie, którzy nabyli dom 31 lipca 1862. Współwłaścicielem w tych latach był Marceli Kowalski (fabrykant powozów, który odsprzedał w 1871 połowę ogrodu). Do lat 30. XX wieku obiekt należał do Towarzystwa Kredytowego z Radomia.  
Podczas okupacji niemieckiej budynek pozostawał w obrębie koneckiego getta, choć mieszkała tu również ludność polska (Żydzi przebywali przede wszystkim w nieistniejącej już oficynie). 12 września 1939 (masakra w Końskich) obok kamienicy Niemcy zastrzelili 22 Żydów i ranili ośmiu, którzy próbowali uciekać w górę ulicy Pocztowej (części z nich ucieczka się powiodła). 16 stycznia 1945 mała grupa żołnierzy sowieckich przebywających obok budynku została ostrzelana przez własne samoloty.  
Do lat 60. XX wieku oficyna po stronie południowo-zachodniej pozostawała wypaloną ruiną. Została ona rozebrana w końcu tej dekady. W obiekcie głównym funkcjonowała m.in. jadłodajnia Janiny Gruszczyńskiej. 